# Ferme Ringbach
Ferme Ringbach (lb. Ringbaach, niem. Hof Ringbach) – mała miejscowość (lieu-dit) w zachodnim Luksemburgu, w kantonie Redange, w gminie Grosbous-Wahl. Do 3 października 2015 miejscowość leżała w dystrykcie Diekirch, a do 31 sierpnia 2023 należała do gminy Wahl.